# Chiesa dei Disciplini (Castel Goffredo)
La chiesa dei Disciplini (o chiesa di San Giovanni Battista) è un edificio religioso di Castel Goffredo, in provincia di Mantova, collocato all'inizio di via Garibaldi. Apparteneva alla diocesi di Brescia.

## Storia
Alcuni documenti storici affermano che nel 1526 la chiesa doveva essere abbattuta e che la 
Confraternita dei Disciplini,
al cui interno aveva la sede, rivolse un ricorso al marchese Aloisio Gonzaga, signore di Castel Goffredo, affinché l'edificio fosse risparmiato dalla demolizione.
La chiesa, a navata unica, fu ultimata nel 1587. È affiancata dal campanile innalzato nel 1686, dopo il crollo del preesistente.

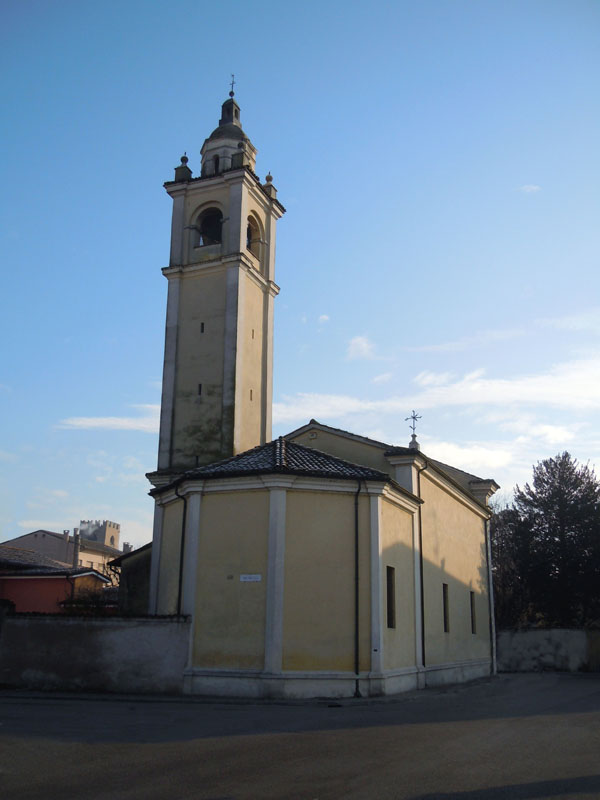
Chiesa dei Disciplini, abside e campanile

All'interno sono presenti resti di affreschi della fine del XVI secolo sulla vita di san Giovanni Battista, a cui la chiesa è dedicata, e il pregevole altare maggiore in marmi policromi del 1772, opera degli artisti rezzatesi Angelo e Giambattista Lepreni. Attualmente è sede di importanti mostre ed eventi culturali.

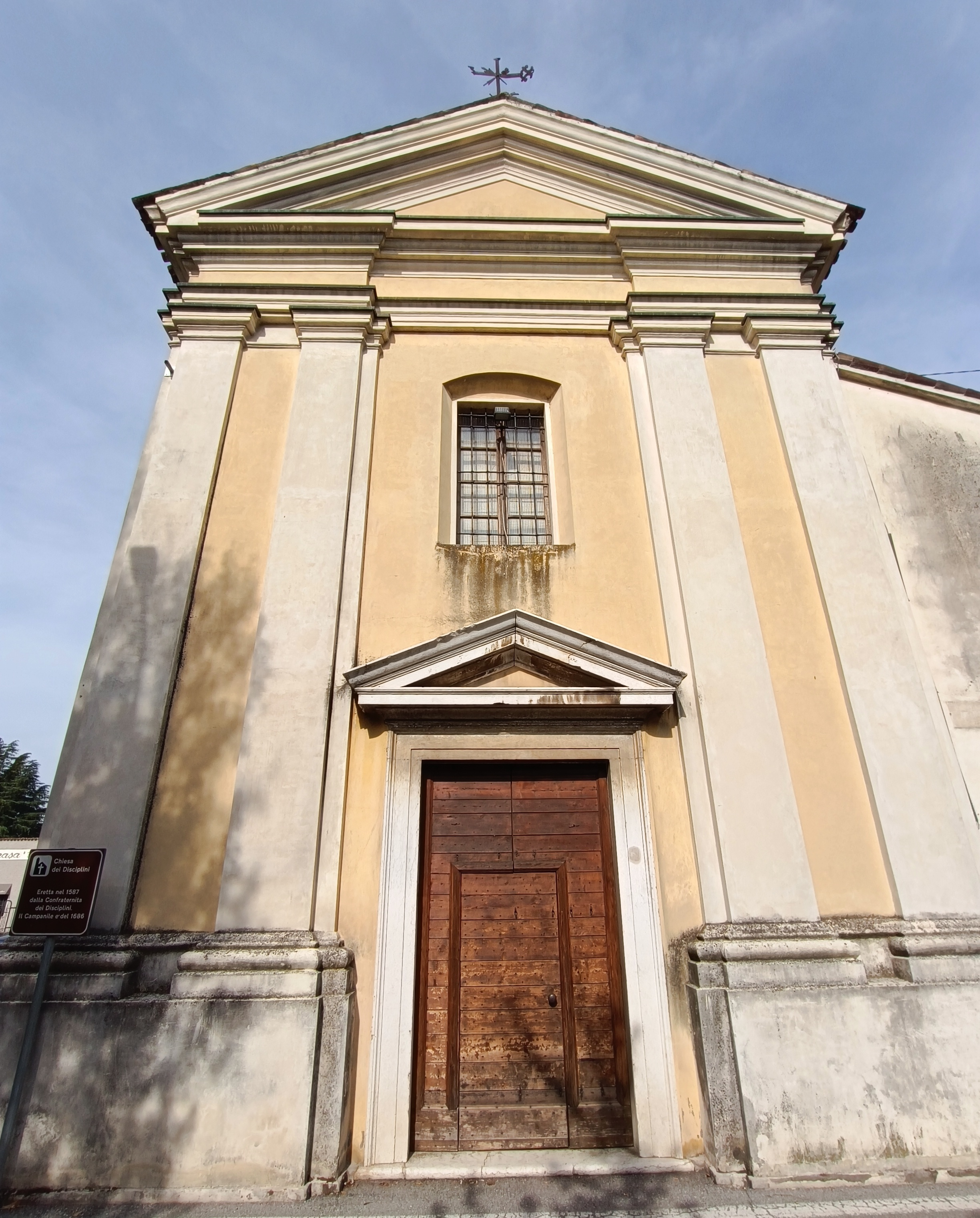
Facciata

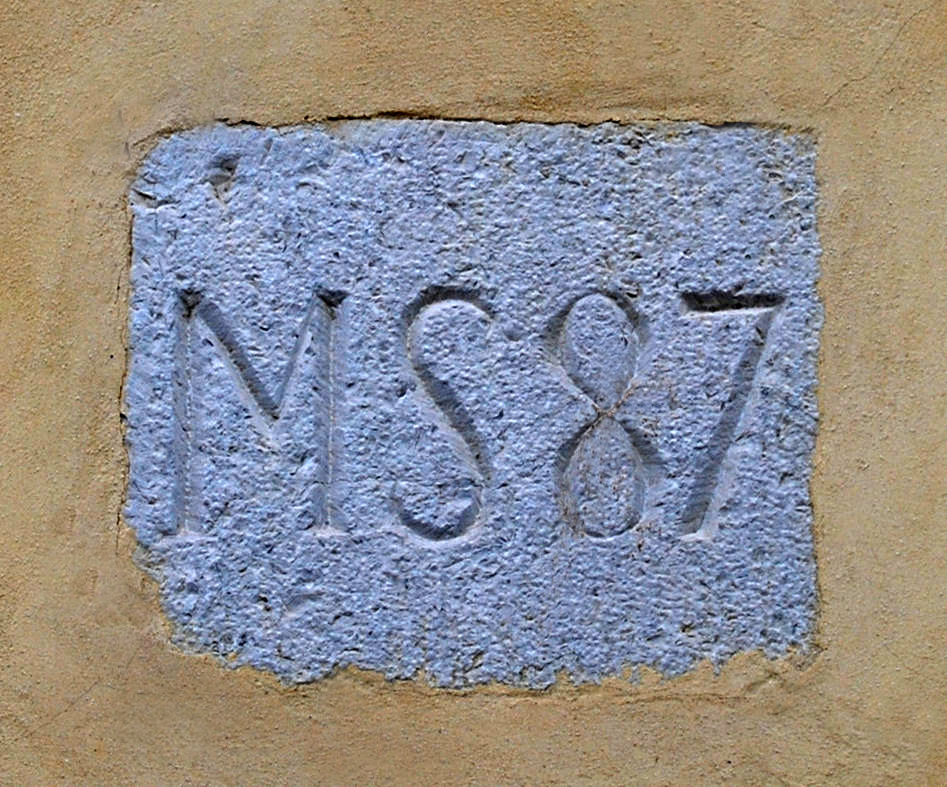
Lapide con data 1587 di costruzione

Qui, il 6 maggio 1592, venne portato il corpo del marchese Alfonso Gonzaga dopo il suo assassinio, prima di essere sepolto nella Chiesa di Santa Maria del Consorzio, mausoleo dei Gonzaga.
Alla congregazione appartenne anche l'oratorio, situato in contrada Picaloca, demolito per fare posto alla Casa dell'Ospizio.
La chiesa dei Disciplini è stata inserita tra I Luoghi del Cuore, iniziativa promossa dal FAI.